# Rolf Füllgräbe
Rolf Füllgräbe (* 8. April 1929 in Gelsenkirchen; † 23. November 2008 in Arnsberg)  war ein deutscher Politiker der CDU. Er war zunächst ehrenamtlicher  Landrat des ehemaligen Kreises Arnsberg und später des Hochsauerlandkreises.

## Politische Laufbahn
Füllgräbe kam 1956 nach dem ersten juristischen Staatsexamen als Referendar nach Arnsberg.  Im gleichen Jahr trat er in die CDU ein. Von 1961 bis 1991 gehörte er den Kreistagen des Kreises Arnsberg und des Hochsauerlandkreises an. 1969 wurde er Vorsitzender der CDU-Kreistagsfraktion. Am 1. Februar 1974 wurde er zum Landrat des ehemaligen Kreises Arnsberg und am 21. Mai 1975 zum ersten Landrat des neu gebildeten Hochsauerlandkreises gewählt. Dieses Amt übte er bis 1991 aus.

## Ehrungen
Rolf Füllgräbe wurde für sein Wirken im kommunalpolitischen Bereich mit dem Bundesverdienstkreuz am Bande und 1. Klasse ausgezeichnet. Der Hochsauerlandkreis ehrte ihn 1991 mit dem Ehrenring und dem Titel Alt-Landrat. Am 13. Mai 1992 erhielt er den Verdienstorden des Landes Nordrhein-Westfalen.